# Демократическая партия Вьетнама
Демократическая партия Вьетнама (вьет. Đảng Dân chủ Việt Nam) — политическая партия в Демократической Республике Вьетнам (по большей части в Северном Вьетнаме) и Социалистической Республике Вьетнам. Была основана 30 июля 1944 года для объединения «патриотически настроенной мелкой буржуазии» и интеллигенции в поддержку Вьетминя и, по сути, стала партией-сателлитом Коммунистической партии Вьетнама. В этом качестве входила в Отечественный фронт Вьетнама и была представлен во вьетнамском парламенте (Национальном собрании) и правительстве. Её лидером был Нгием Суан Ием, центральным органом — газета «Док Лап» («Независимость»). Вместе с другой «некоммунистической» партией Вьетнама — Социалистической партией — была распущена в 1988 году.

## История

Бывший флаг

Партия была создана 30 июля 1944 года, ещё в то время, когда французский Индокитай был под оккупацией Японской империи. Основатели отвергали любой колониальный статус или оккупацию — как французские, так и японские. Партия вошла в руководимый Вьетминем Национальный союз Вьетнама (Льен-Вьет). После окончания японской оккупации в 1945 году и образования Демократической Республики Вьетнам ДПВ участвовала в первых парламентских выборах, получив 45 мест в парламенте из 302 членами и пост заместителя председателя.
Партия, ранее характеризовавшая себя как социал-демократическая, с 1950 года определяла себя как марксистско-ленинская; при этом допускалось двойное членство с компартией. ДПВ продолжала действовать и после создания в 1976 году нынешней Социалистической Республики Вьетнам, в которой существовало несколько партий, хотя все они были основаны на левой идеологии и полностью поддерживали программу правящей КПВ в деле строительства социализма.
Демократическая партия Вьетнама была распущена 20 января 1988 года. Хуан Ван Тьонг, бывший член постоянного комитета ДПВ, занимавший высокие должности в прессе СРВ, заявил, что это случилось, поскольку партия выполнила свою политическую миссию. С этим был несогласен Хоанг Минь Чинь, бывший генеральный секретарь ДПВ и высокопоставленный идеолог КПВ, с 1967 года выступавший с критикой партии. По его словам, партию пришлось распустить под политическим давлением.
Когда Хоанг Минь Чиня отпустили из Вьетнама в США для лечения рака, в 2006 году воссоздал в эмиграции партию как диссидентскую организацию — Демократическую партию XXI века (вьет. Đảng Dân chủ thế kỷ 21). Её декларируемая цель — мирными средствами убедить Коммунистическую партию Вьетнама в необходимости повторного введения многопартийной системы, прогресса в области демократии, свободы печати и совести.